# Flying Bulls Aerobatics Team

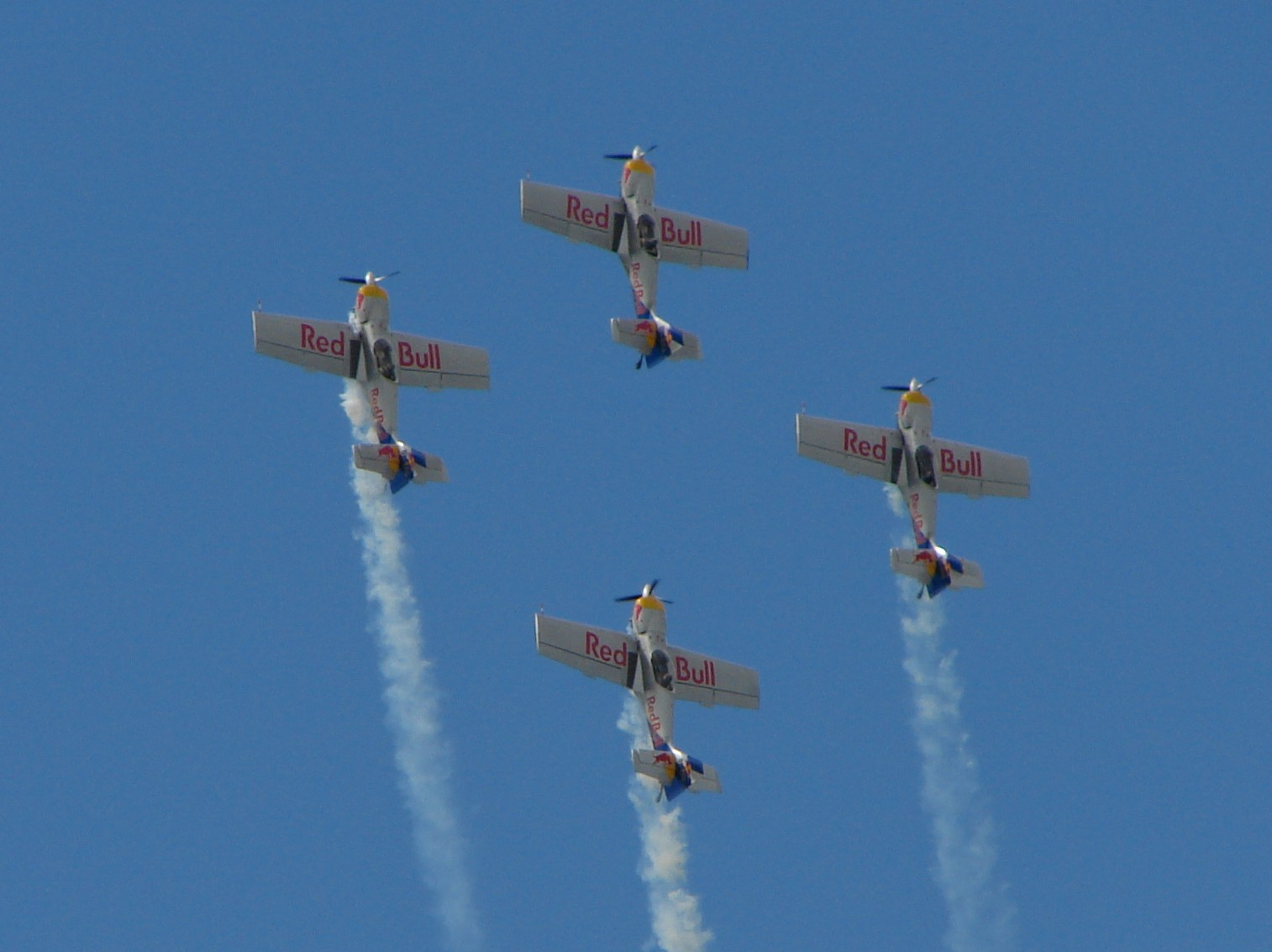
Flying Bulls Aerobatics Team

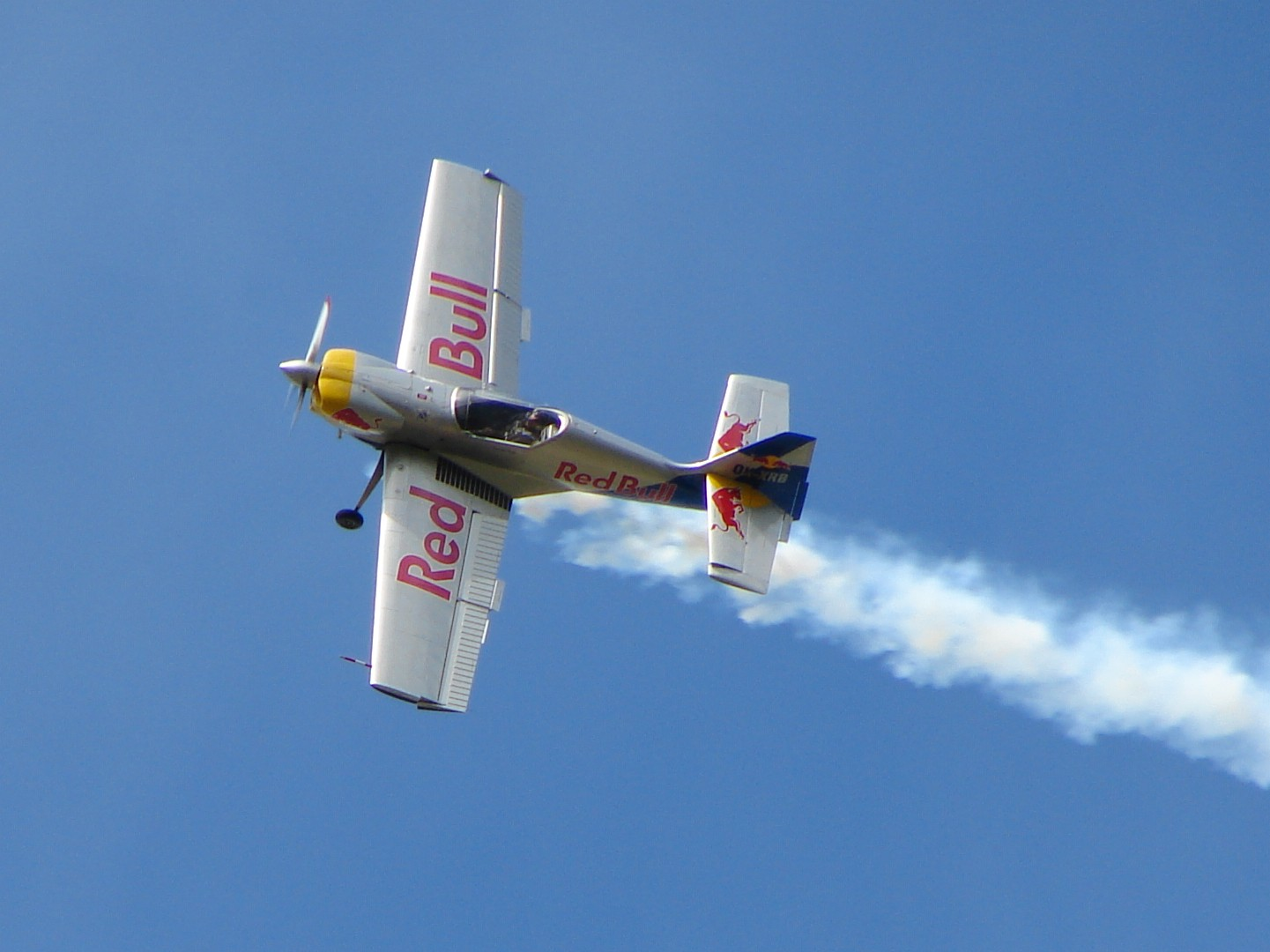
Flying Bulls Aerobatics Team

Das Flying Bulls Aerobatics Team ist eine tschechische Kunstflugstaffel.

## Geschichte
Im Jahre 1960 begannen auf einem Flugplatz im tschechoslowakischen Chrudim vier Freunde unter dem Namen Box Trener eine Kunstflugstaffel zu bilden. Sie flogen die damals beste Kunstflugmaschine, eine Zlín Z-26 Trenér. Mit ihren Darbietungen erlangten sie hohe Bekanntheit und erhielten Einladungen zu Flugshows in ganz Europa. Von staatlicher Seite wurden ihnen allerdings Auftritte im Ausland stark erschwert und schließlich beendete die Staffel 1982 ihre Tätigkeit.
Nach den politischen Veränderungen des Jahres 1989 und Unterstützung der Firma Unimax wurde die Staffel unter dem Namen Unimax Devils neu gegründet.
1990 bekam das Team einen neuen Sponsor und trat ab nun mit dem Flugzeug Zlin Z-50LX unter dem Namen Sky Box auf. Seit dieser Zeit sind sie weltweit mit ihrer Flugshow zu sehen.
Seit dem Jahr 2001 wird die Staffel von Red Bull unterstützt und fliegt nun als The Flying Bulls Aerobatics Team.
Seit 2014 fliegt das Team mit der XtremeAir XA42.

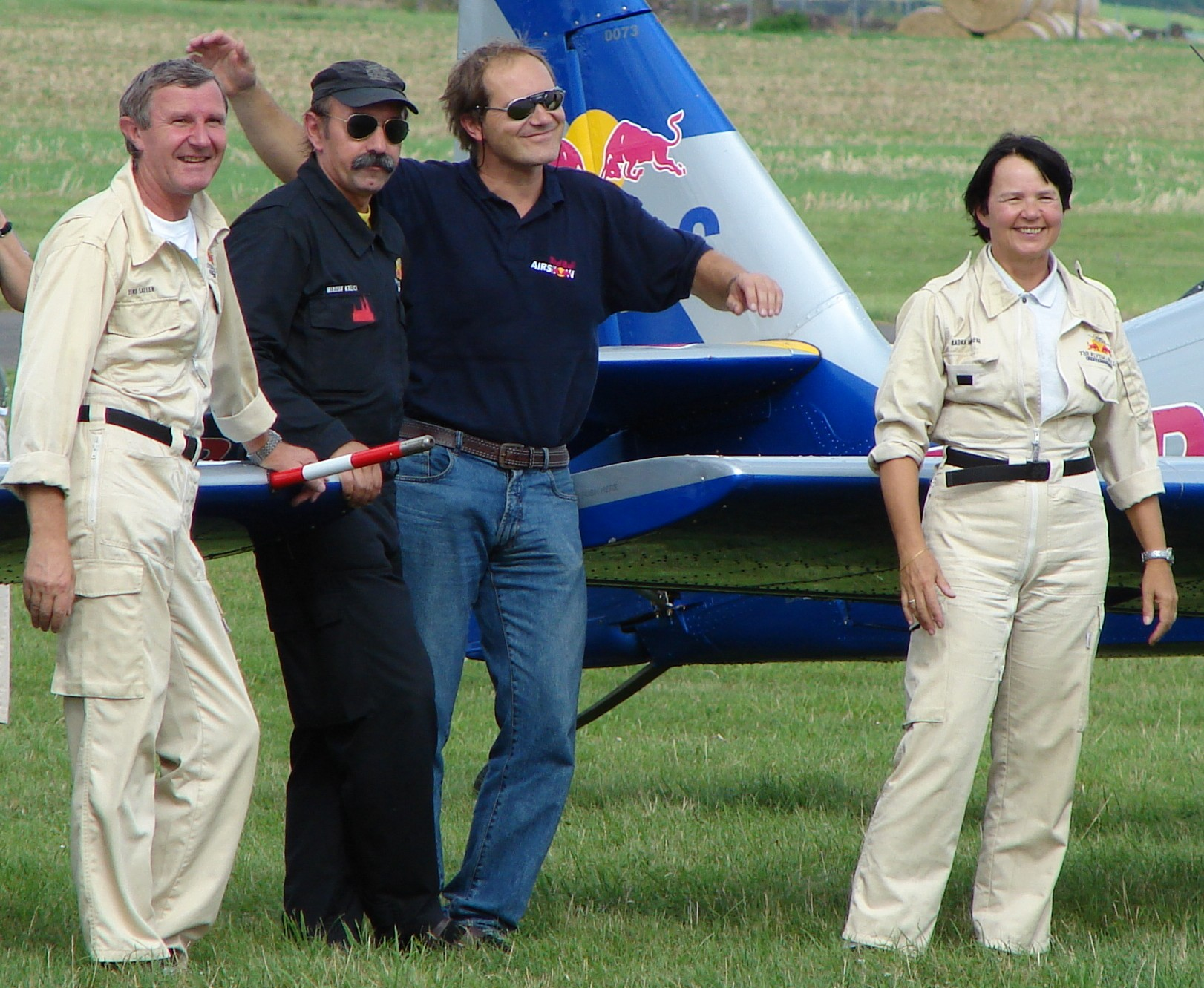
V. l. n. r.: Jiri Saller, Miroslav Krejci, Jiri Veprek, Radka Machova

## Die Piloten
Seit 2002 ist Radka Machova (* 14. Januar 1949) die Leiterin des Teams. Sie betreibt seit 1976 den Kunstflug und war einige Jahre Mitglied der tschechoslowakischen Kunstflugnationalmannschaft.
Jiri Saller (* 17. September 1952) fliegt seit 1990 als linker Flügel, auch er war viele Jahre Mitglied der tschechoslowakischen Kunstflugnationalmannschaft.
Als rechter Flügel fliegt seit 1997 Miroslav Krejci (* 8. März 1956). Er ist Fluglehrer und Mitglied der tschechischen Nationalmannschaft im Präzisionsfliegen.
In der hinteren Position (Slotposition) fliegt seit 2006 Jiri Veprek (* 13. Dezember 1959). Auch er ist Fluglehrer, Mitglied der tschechischen Kunstflugnationalmannschaft und gewann die tschechische Kunstflugmeisterschaft 1985 in der Juniorenklasse.

## Auszeichnungen und Erfolge
- Diplome d´Honneur der FAI
- Mehrmals Gewinn des FAI World Grand Prix
- Gewinn des Nippon Grand Prix der FAI im Formationsflug 2001